# المسيمير (خنفر)
المسيمير هي إحدى قرى عزلة جعار بمديرية خنفر التابعة لمحافظة أبين، بلغ تعداد سكانها 3373 نسمة حسب تعداد اليمن لعام 2004.